# Pesada
Die Pesada war eine Masseneinheit in verschiedenen Regionen Südamerikas. Das Maß wurde für Häute und Felle verwendet.
Buenos Aires
- 1 Pesada = 35 Pfund (span. Zoll-) (trockene Häute und Felle)
- 1 Pesada = 60 Pfund (span. Zoll-) (nasse Häute)

Uruguay
- 1 Pesada = 40 Pfund (span. Zoll-) (trockene Häute und Felle) = 18,376 Kilogramm
- 1 Pesada = 75 Pfund (span. Zoll-) (nasse Häute) = 34,455 Kilogramm